# Der Heiratsschwindler (1922)
Der Heiratsschwindler ist ein deutscher Stummfilm von 1922. Regie führte Wolfgang Neff, in den Hauptrollen spielten Karl Falkenberg und Willy Fritsch.

## Handlung
Fred Asten wird aus dem Gefängnis entlassen. Als er von seinem Bruder Kurt abgeholt wird, offenbart dieser ihm, dass er sich in der Zwischenzeit mit einer reichen Schauspielerin verlobt habe, mit der er eine elegante Wohnung teile. Kurt bittet den Bruder, sich gegenüber seiner Verlobten Gisela als reicher, aus Amerika kommender Bruder auszugeben, was dieser auch tut und die Schauspielerin überzeugen kann. Fred beschließt daraufhin, sich auch selbst eine begüterte Freundin zu suchen, die er kurz darauf in Elisabeth, der Privatsekretärin eines Bankiers, findet und sich unter dem falschen Namen Fred Janson mit ihr verlobt.
Um weiteres Geld zu organisieren, betrügt nicht nur Kurt mit Hilfe seines Bruders, der sich dafür in Verkleidung als Notar ausgibt, seine Freundin Gisela, sondern auch Fred überzeugt seine frisch Verlobte Elisabeth, aus der Kasse ihres Arbeitgebers etwas Geld zu entwenden und ihm zu leihen. Überdies bezichtigt Kurt eines Abends eine Kollegin Giselas des falschen Kartenspiels und nutzt deren Verstörung dazu, ihr einen wertvollen Ring abzunehmen.
Kurz darauf wird Elisabeth verhaftet, als der Bankier die Geldentnahme seiner Angestellten entdeckt, sich aber auf deren Beteuern, ihr Verlobter Fred Janson würde das Geld bald zurückzahlen, nicht einlässt. Die Brüder Fred und Kurt beschließen daraufhin sich abzusetzen, werden jedoch während des Kofferpackens von Gisela gestört. Sie geben vor, geschäftlich auf Kurts vermeintlichen Gutsbesitz reisen zu wollen, was Gisela jedoch nicht recht glaubt und mitreisen will.
Unterdessen wird Elisabeth dem Haftrichter vorgeführt und trifft dort auf einen ihr unbekannten Mann namens Fred Janson, der ebenfalls verhaftet wurde, weil er den Namen trägt, den sich Fred Asten als falschen Decknamen zugelegt hatte. Beide können den Richter jedoch von ihrer Unschuld überzeugen, darüber hinaus identifiziert die entsetzte Elisabeth in einem Verbrecheralbum das Foto von Fred Asten als ihren Verlobten. Die Polizei rückt aus, um Fred Asten zu verhaften und wird von Gisela, die immer noch bei den Brüdern verweilt, in die Wohnung eingelassen. Gisela wird Zeugin der Verhaftung beider Brüder und muss erkennen, dass auch sie, wie Elisabeth, einem Heiratsschwindler auf den Leim gegangen ist.

## Produktionsnotizen
Die Vermarktung des Films erfolgte als „Sittendrama in sechs Akten“. Produktionsfirma war die Hegewald-Film in Leipzig, die auch den Verleih für Mitteldeutschland organisierte. Die Auswertung für Norddeutschland übernahm das Norddeutsche Filmhaus in Hamburg, die Auswertung für das Rheinland und Nordrhein-Westfalen wiederum der Rhenania-Filmverleih in Düsseldorf. 
Für die Bauten des Films zeichnete Franz Schroedter verantwortlich. 
Unmittelbar nach seiner Zensur am 9. Mai 1922 wurde der Film uraufgeführt.